# Polybrachia gorbunovi
Polybrachia gorbunovi är en ringmaskart som först beskrevs av Ivanov 1949.  Polybrachia gorbunovi ingår i släktet Polybrachia och familjen skäggmaskar. Inga underarter finns listade i Catalogue of Life.